# Ahnidzor
Ahnidzor – wieś w Armenii, w prowincji Lorri. W 2011 roku liczyła 218 mieszkańców.